# كلير برونفمان
كلير برونفمان (بالإنجليزية: Clare Bronfman)‏ هي فاعلة خير أمريكية، ولدت في 1979.

## وصلات خارجية
- الموقع الرسمي